# Povijest Albanije
Povijest Albanije je povijest današnje Republike Albanije i Albanaca od prapovijesti do danas.

## Prapovijest
Na prostorima današnje Albanije, ljudska aktivnost je prisutna od početka čovjekove povijesti. Najranije stanovništvo je vjerojatno bilo predindo-europsko, koje je nastanjivalo veći dio sredozemne obale. Ipak, njihovi fizički ostaci su oskudni i koncentrirani samo na priobalno područje. Uskoro su ove prve stanovnike zamijenila proto-helenska plemena, koja su postupno zauzimala današnju Grčku, južnu Makedoniju i južni dio današnje Albanije. Ovi procesi su vršeni u 2. tisućljeću pr. Kr. i nisu utjecali na sjevernu ili središnju Albaniju, zonu koja je u to vrijeme predstavljala sliku političkog vakuma (što je u suštini povijesni paradoks).
Najstarije poznato stanovništvo Albanije bila su ilirima srodna plemena: Enhelejci, Taulanti, Dasareti, Pirusti, Albani, Molosi, Antinati i Haonci, dok su Iliri relativno kasno došli na Balkan. Iako se njihovo prisustvo može pratiti od 900. pr. Kr., njihova politička struktura je formulirana u 7. i 6. stoljeću pr. Kr. Vješti u obradi metala i žestoki ratnici, Iliri su osnovali ratnička kraljevstva koja su se međusobno borila kroz cijelu njihovu povijest. Zapravo, Iliri su uglavnom bili miroljubivi trgovci poljoprivrednih dobara i metalnih proizvoda. Na ilirsku kulturu je utjecala grčko-makedonska kultura, jer se na prostoru Albanije nalazilo i nekoliko antičkih grčkih kolonija, na obalnom području još od 900. pr. Kr.
Samo tijekom 6. stoljeća prije Krista Iliri su organizirali značajne napade na svoje prve susjede, grčko kraljevstvo Molosoi u sjevernom Epiru (danas južna Albanija), Makedonsko kraljevstvo i kraljevstvo Paeonia (danas u sjevernoj Makedoniji). Vjerojatno je njihov najveći uspjeh bilo ubojstvo Perdikasa III., kralja Makedonije. Na nesreću Ilira, Perdikasa je nasljedio Filip II. Makedonski, otac Aleksandra Velikog, koji je uspješno prekinuo ilirsku agresiju.

## Antička Albanija
Od 4. stoljeća pr. Kr. Albanija se nalazi pod makedonskom vlašću, no nakon smrti Aleksandra Velikog (323. pr. Kr.) nastala su nova ilirska kraljevstva. Kralj Glaucius istjerao je Grke iz Drača, a do kraja 3. stoljeća pr. Kr., kralj Agron je ujedinio brojne neovisne gradove i proširio ilirski teritorij (plemenski savez Ardijejaca). Agron je uspostavio Shkodër (Skadar) kao prijestolnicu i dao je izraditi jaku mornaricu kako bi štitio ilirske gradove i luke. Njegovo kraljevstvo se rasprostiralo od Dalmacije na sjeveru, dijelova Crne Gore, Hercegovine i Albanije, do rijeke Vijosë na jugu. Nakon Agronove smrti 231. pr. Kr., prijestolje je naslijedila njegova udovica, kraljica Teuta. Kraljica je vodila nekoliko napada na susjedne države, ali je piratskim napadima na trgovačke brodove izazvala bijes Rima. Sve od 229. pr. Kr. do 168. pr. Kr. Ardijejci povremeno ratuju protiv Rimske Republike. U Ilirskim ratovima od 229. pr. Kr., Rimljani su osvojili ilirska naselja u dolini Neretve. Rimske postrojbe su porazile Teutinu vojsku i zauzele luku Epidamnos, koju će Rimljani preimenovati u Durrachium (Drač). 
God. 168. pr. Kr. Rimljani su uspjeli osvojiti kralja Gentiusa u Skadru i odvesti ga u Rim 165. pr. Kr. Stoljeće kasnije, Julije Cezar i njegov rival za prijestolje Pompej Veliki borili su se u blizini Drača (Dyrrachium). Rim je napokon potpuno porazio i asimilirao Ilire za vladavine Cara Tiberija 9. god. Albanija je tada podijeljena između rimskih provincija: Ilirika, Makedonije i Epira.
Sljedeća četiri stoljeća rimska je uprava okončala do tada česte plemenske sukobe i dovela do ekonomskog i kulturnog napretka zemlje. Ilirski gorštaci su bili lojalni lokalnim gospodarima, ali su svake godine, na Cezarov blagdan, polagali zakletvu odanosti caru.
liri su se istakli kao ratnici u rimskoj legiji i činili su značajan broj pripadnika Pretorijanske garde. Za nekoliko rimskih Careva, rođenih na Balkanu, pretpostavlja se da su imali ilirsko odrijetlo: Decije, Klaudije Gotski, Aurelijan, Prob, Dioklecijan i Konstantin Veliki.

## Između Bizanta i Slavena
Dugo vrijeme Ilirik je bio izvorom vojske za carsku vojsku, a širom Albanije nicale su malene obrambene utvrde od velikog značaja. Za vrijeme vladavine Rimskog i Bizantskog Carstva, u Albaniji kratkotrajno prodiru Huni i Vizigoti, da bi u 6. stoljeću došlo do prodora Slavena (Srbi i Hrvati) koji potiskuju starosjedilačko stanovništvo u planinske krajeve. Od 620. god., zbog povlačenja carske vojske za obranu provincija na Bliskom Istoku, Slaveni dominiraju centralnom Albanijom, dok su obalni gradovi ostali pod direktnom bizantskom kontrolom.
Početkom 9. stoljeća bizantske vlasti u Albaniji organiziraju temu sa središtem u Draču. Od 861. do 1018. god. (Bitka kod Drača (1018.)albanski teritorij se našao pod vlašću prvog slavenskog carstva i Samuilove države, da bi potom ponovo bila pod vlašću Bizanta (Bazilije II.). S vremenom bizantska vlast slabi i započinje asimilacija slavena s albanskim starosjediocima. 
Potkraj 11. stoljeća Albanija je poprište sukoba Bizanta i južnotalijanskih Normana. Tada dolazi i do prvog pominjanja imena naroda Albanaca kada su 1081. god., u otporu bizantskom caru Aleksiju I. Komnenskom (Bitka kod Drača (1081.) podrprli normansku flotu koju je podržavao Vatikan (bizantski pisac Mihajlo Attaliates).

## Srednjovjekovna Albanija
Tijekom razvijenoga i kasnog srednjeg vijeka, dijelovima Albanije vladaju Mlečani, Bizantinci, napuljski i raški vladari, a postupno se razvijaju domaće velikaške obitelji kao: Balšići, Dukagjini, Topije, Kastrioti, Musaki, Arijaniti i dr.
Od 1385. god. područje Albanije postupno osvajaju Osmanlije usprkos odlučnom otporu lokalnog stanovništva. Kao protuturski borac posebice se iskazao velikaš i albanski narodni heroj, Juraj Kastrioti poznatiji po nadimku Skenderbeg (1433. – 1468.). Iscrpljenost dugotrajnim ratovanjem, te gubitak vođe nakon Skenderbegove smrti doveli su do slabljenja otpora, te je Albanija je naposljetku izgubila većinu svog početnog stanovništva, i konačno postala dio Osmanskog Carstva 1479. godine. Samo je još nekoliko utvrda pružalo otpor okupatoru, no i posljednje kršćansko uporište Drač izgubljeno je 1501. god.

## Albanija u Osmanskom Carstvu
Odmah početkom 16. stoljeća veliki dio stanovništva emigrirao je u južnu Italiju, Grčku i Egipat gdje su očuvali svoj Arbanaški identitet. Nad onima što su ostali započinje proces islamizacije.
Tijekom osmanskog razdoblja na području Albanije izbija više neuspjelih ustanaka s ciljem zbacivanja osmanske vlasti (1481., 1537., 1571., 1708. – 1711. i 1716.).
Slabljenje Osmanskog Carstva dovelo je do stvaranja gotovo nezavisnih državica pod vlašću domaćih poturčenih velikaša iz obitelji Bušatlije (sa sjedištem u Skadru) i Tepeleni (sa sjedištem u Janini). Nakon pogibija njihovih najistaknutijih predstavnika Ali-paše Janinskog (1822.) i Mehmed-paše Bušatlije (1831.), središnja vlast pokušala je neuspjelo provesti reforme i učvrstiti svoj utjecaj, ali je to bilo ometano mnogobrojnim i dugotrajnim bunama (1831. – 1837.,1840. – 1843., 1855. – 1869.). Usporedno je tekao i proces nacionalnog osvješćivanja Albanaca, te su udrugoj polovici 19. stoljeća prvi put istaknuti i zahtjevi za stvaranjem neovisne albanske države.
God 1878. osnovana je vojno-politička organizacija Prizrenska liga, nastala radi suprotstavljanja odlukama Berlinskog kongresa kojima je dio teritorija većinski naseljenog albanskim stanovništvom pripao Crnoj Gori i Grčkoj, te ujedinjenju teritorija naseljenog Albancima (Velika Albanija) i njena autonomija u sklopu Osmanskog Carstva.
Prizrenska liga je uspjela nametnuti pitanje albanske nacije ispred Velikih sila i postavila je temelje kasnijoj Pećkoj lizi, koja je imala izvanjsku potporu Italije i Austo-Ugarskog Carstva, ali i osnivanje Druge Prizrenske lige (profašističke organizacije) 1943. god.

## Albanija kao protektorat
Opći ustanak protiv osmanske vlasti izbio je tijekom Prvog balkanskog rata, a vođa ustanka, Ismail Kemal Bey proglasio je nezavisnost Albanije. Neovisnost je priznata na konferenciji Velikih sila u Londonu 20. prosinca 1912. godine. Albanska kneževina je potvrđena Londonskim mirovnim ugovorom 30. svibnja 1913. god., ali je država stavljena pod protektorat. Velike sile su odredile i granice države, a za vladara postavile kneza Wilhelma I. Wieda (koji je formalno vladao od 7. ožujka 1914.). Njegova vladavina nije bila prihvaćena, te je izbio ustanak koji je Wieda 2. studenog 1914. primorao na bijeg iz zemlje.

### Albanija u Prvom svjetskom ratu
Nakon pobune protiv njemačkog princa, Albanci su objavili neovisnost od strane Velikih sila i ustanovili muslimanski režim kojim je vladao lokalni vojskovođa, Haji Qamil. Nakon kratkog vremena izbio je Prvi svjetski rat i Albanija je napala Crnu Goru, Srbiju, Austrougarku, Grčku, ali i Italiju i Francusku na moru. 
Albanija je u Prvom svjetskom ratu bila jedno od područja (uz hrvatsku obalu) kojima su sile Antante nastojale pridobiti Italiju na svoju stranu, te su joj tajnim Londonskim ugovorom od 26. svibnja 1915. god. Saveznici obećali Valonu s okolicom i otok Sazan (Saseno).

## Albanija između dva svjetska rata
Nakon 1. svjetskog rata Albanija je kratko vrijeme bila pod okupacijom talijanskih i srpskih snaga. Snažnom pobunom lokalnog stanovništva strane snage su odbačene iza granica priznate države Albanije. Uslijedila je kontrapobuna na sjeveru zemlje, poticana iz Kraljevine SHS. Iako je potonja poricala svoj uplet u tu pobunu, na pritiske velikih sila da se ne miješa u to, Kraljevina SHS je morala prekinuti potporu, i došlo je do gušenja pobune. S druge strane, Albanija je imala probleme s uspostavom vlasti oko grada Valone, kojeg su talijanske okupacijske vlasti odbile predati albanskim vlastima. U lipnju 1920. god. izbio je opći sukob, koji je kasnije dobio ime Valonski rat. Na veleposlaničkoj konferenciji u Londonu (17. prosinca 1921.) potvrđena je neovisnost Albanije u granicama od 1913. god.
Albaniju su potresale borbe između političkih struja predvođenih A. Zoguom i F. Nolijem, metropolitom Albanske pravoslavne crkve i vođom građansko-demokratske struje. God 1925. Ahmed-beg Zogu je preuzeo vlast kao predsjednik republike. Oslanjajući se na Italiju (ugovori o zaštiti Albanije iz 1926. i 1928. god.), Zogu se 1928. god. proglasio kraljem (kao Ahmed I.) i vladao je zemljom do 1938. god. Kralj Zog (kako su ga zvali) ostao je konzervativan, ali je i poticao reforme. Tako je darovao zemlju stranim ulagačima koji su gradili škole i bolnice.
Unatoč odanosti Zogua, talijanske postrojbe su 7. travnja 1939. god. napale Albaniju i okupirale je, te silom proglasile personalnu uniju Albanije i Italije, a Mussolini je protjerao kralja.

## Albanija u Drugom svjetskom ratu
Za vrijeme Drugog svjetskog rata u Albaniji se vodio građanski rat između nacionalsocijalističkih snaga (balisti), koje su podržavali Talijani, i pokreta otpora pod vodstvom KP Albanije. Albanski fašisti su pomagali Talijanima u njihovoj invaziji na Grčku (listopad 1940.) i čak sudjelovali (iako u vrlo malom broju) u muslimanskim formacijama koje su pomagale njemačkim SS trupama u suzbijanju pokreta otpora u Albaniji i državama bivše Jugoslavije. 
Nakon kapitulacije Italije u rujnu 1943., Albaniju su zaposjele njemačke postrojbe i proglasile Kraljevinu Albaniju (Mbretnija Shqiptare) u kojoj je u odsutnosti kralja vladalo Visoko kraljevsko vijeće. U svibnju 1944. god. oformljeni su Antifašističko vijeće i Komitet narodnog oslobođenja pod vodstvom Envera Hoxhе. Privremena vlada osnovana je u Beratu na II. kongresu Antifašističkog vijeća 20. prosinca 1944. godine.

## Komunistička Republika Albanija
U prosincu 1945. god. izabrana je Narodna skupština te proglašena republika, u kojoj je svu vlast zapravo preuzela Komunistička Partija Albanije (od 1948. Albanska partija rada). Svi njeni protivnici su bili eliminirani, a Enver Hoxha je bio na čelu partije. Od 1945. do 1990. godine, Albanija je imala jedan od najrepresivnijih režima u Europi. Od 1945. – 1948. god. albanska KP oslanjala se na Jugoslaviju, od 1948. do 1961. god. na Sovjetski Savez, te od 1961. do 1978. na Kinu. Tijekom više desetljeća njegove dominacije, Hoxha je stvarao i uništavao odnose s Beogradom, Moskvom i Pekingom, po svojim osobnim interesima. Od 1955. god. Albanija je članica OUN-a, SEV-a (1956. – 1961.) i Varšavskog saveza (1956. – 1968.).
Politički život u to vrijeme karakterizira otvorena komunistička diktatura staljinističkog tipa, antiteistička politika popraćena otvorenim progonom vjerskih zajednica i revanšistička politika prema susjednim državama, koja je rezultirala potpunom političkom izolacijom, prvo od strane zapada (zapadna Europa, Kanada, SAD) a kasnija čak i od istočnog bloka, što je prouzrokovalo i gospodarski slom države. 
God. 1985. umire Enver Hoxha, i nastupa razdoblje ograničene demokratizacije za njegova nasljednika Ramiza Alija koje je završeno uvođenjem višestranačkog sustava (1990.). Alia je najprije pokušao pratiti Hoxhine stope, ali se istočna Europa već počela mijenjati: Mihail Gorbačov se pojavio na sceni Sovjetskog Saveza s novom politikom (glasnost i perestrojka). Totalitarni režim je bio pod pritiskom SAD-a i Europe i mržnjom vlastitog naroda. Nakon što je Nicolae Ceauşescu (komunistički vođa Rumunjske) ubijen u revoluciji, Alia je znao da bi on mogao biti sljedeći ako ne dođe do promjena. Potpisao je Helsinški sporazum (koji su ostale zemlje potpisale 1975.) koji obvezuje na poštovanje ljudskih prava.

## Moderna Republika Albanija
Iako je na prvim višestranačkim izborima pobijedila reformirana Komunistička stranka R. Alije (1991.), bilo je jasno da se promjene ne mogu zaustaviti. Već sljedeće 1992. godine, na općim izborima je pobijedila Demokratska stranka (pod vodstvom Salija Berishe) sa 62% glasova.
Od 1990. Albanija je orijentirana prema zapadu, primljena je u Vijeće Europe i zatražila je prijem u NATO. Albanska radna snaga je nastavila emigraciju u Grčku, Italiju, Europu i Sjevernu Ameriku. God. 1994. Albanija pristupa NATO-vu programu Partnerstvo za mir.
Korupcija u vlasti je postajala sve očiglednija, a političari nisu ispunjavali nade naroda u brzu i ne previše bolnu tranziciju. Na nekorektnim općim izborima 1995. godine, Demokratska stranka je pokušala osvojiti apsolutnu većinu i manipulirala je rezultatima izbora. God. 1997., strukturne prijevare i nesposobnost vlade da riješi gospodarska pitanja su prouzrokovale nezadovoljstvo u zemlji i uzrokovale nemire. Nemiri su u siječnju 1997. prerasli u oružanu pobunu u kojoj su ustanici zauzeli gotovo četvrtinu teritorija na jugu države. Mnoge gradove su kontrolirale naoružane bande i grupe građana. Tijekom nemira poginulo je oko 1500, a gotovo 10,000 ljudi izbjeglo je iz zemlje, poglavito u Italiju i Grčku. Situacija je ublažena stvaranjem privremene vlade nacionalne pomirbe, te humanitarnom akcijom međunarodnih mirovnih snaga. 
Ova anarhistička pobuna je omogućila lijevoj koaliciji, predvođenoj Socijalističkom strankom Albanije, pobjedu na prijevremenim izborima u lipnju 1997. god. Vođa Socijalističke stranke, Fatos Nana, postao je premijer Albanije.
Iako je Albanija napredovala u demokratskim reformama i održava vladavinu zakona, ozbiljne zamjerke zaslužuje njen izborni sustav, što s emoglo vidjeti i na parlementarnim izborima u rujnu 2001. god. Iako su Međunarodni promatrači presudili izbore 2001. prihvatljivima, Unija pobjedničke koalicije, druga najveća stranka po broju glasova, osporila je rezultate i bojkotirala parlament sve do 31. siječnja 2002. god. Ponovno izabrani socijalist Ilir Meta postao je premijerom u kolovozu 2001. do veljače 2002. kada je dao ostavku zbog unutarstranačkih previranja, a zamijenio ga je Pandeli Majko.
Unatoč nemirne političke situacije, albanska ekonomija ima godišnji rast od 5% 2007. god. Albanski lek je ojačao od 143 lekëa za 1 dolar (2000.) do 92 lekëa za dolar (2007.).